# Eriskircher Ried (Vogelschutzgebiet)
Das Gebiet Eriskircher Ried ist ein 2007 eingerichtetes und mit Verordnung vom 5. Februar 2010 durch das Ministerium für Ernährung und Ländlichen Raum festgelegtes Europäisches Vogelschutzgebiet (Schutzgebietskennung DE-8323-401) in Teilen der baden-württembergischen Stadt Friedrichshafen sowie den beiden Gemeinden Eriskirch und Langenargen im Bodenseekreis in Deutschland.

## Beschreibung
Beschrieben wird das Gebiet Eriskircher Ried als „Riedflächen und Streuwiesen zwischen Schussen- und Rotachmündung am Bodensee mit Flachwasserzone, Uferröhricht mit ausgedehnten Groß- und Kleinseggenrieden, Pfeifengraswiesen, schmalen Auwaldstreifen, Altarmen der Schussen, Grünland-, Streuobst- und Intensivobstkulturen“.

### Lebensraumklassen
|                                                                 |                                                                 |  |      |      |
| Nichtwaldgebiete mit hölzernen Pflanzen, Heide und Gestrüpp     | Nichtwaldgebiete mit hölzernen Pflanzen, Heide und Gestrüpp     |  | 16 % | 16 % |
| Laub- und Mischwald                                             | Laub- und Mischwald                                             |  | 4 %  | 4 %  |
| feuchtes und mesophiles Grünland                                | feuchtes und mesophiles Grünland                                |  | 5 %  | 5 %  |
| Binnengewässer, fließend und stehend                            | Binnengewässer, fließend und stehend                            |  | 58 % | 58 % |
| Moore, Sümpfe, Uferbewuchs                                      | Moore, Sümpfe, Uferbewuchs                                      |  | 9 %  | 9 %  |
| Trockengelegtes Grünland                                        | Trockengelegtes Grünland                                        |  | 6 %  | 6 %  |
| Anderes Ackerland                                               | Anderes Ackerland                                               |  | 1 %  | 1 %  |
| Sonstiges (Städte, Straßen, Deponien, Gruben, Industriegebiete) | Sonstiges (Städte, Straßen, Deponien, Gruben, Industriegebiete) |  | 1 %  | 1 %  |
|                                                                 |                                                                 |  |      |      |

## Lage
Das rund 600 Hektar (ha) große Vogelschutzgebiet Eriskircher Ried liegt zwischen der Rotach- und der Schussenmündung in den Bodensee, westlich und südlich von Eriskirch und östlich von Friedrichshafen, im baden-württembergischen Bodenseekreis in Deutschland.

## Schutzzweck
Die gebietsbezogenen Erhaltungsziele sind je nach Art unterschiedlich beschrieben:

### Brutvögel

#### Baumfalke(Falco subbuteo)

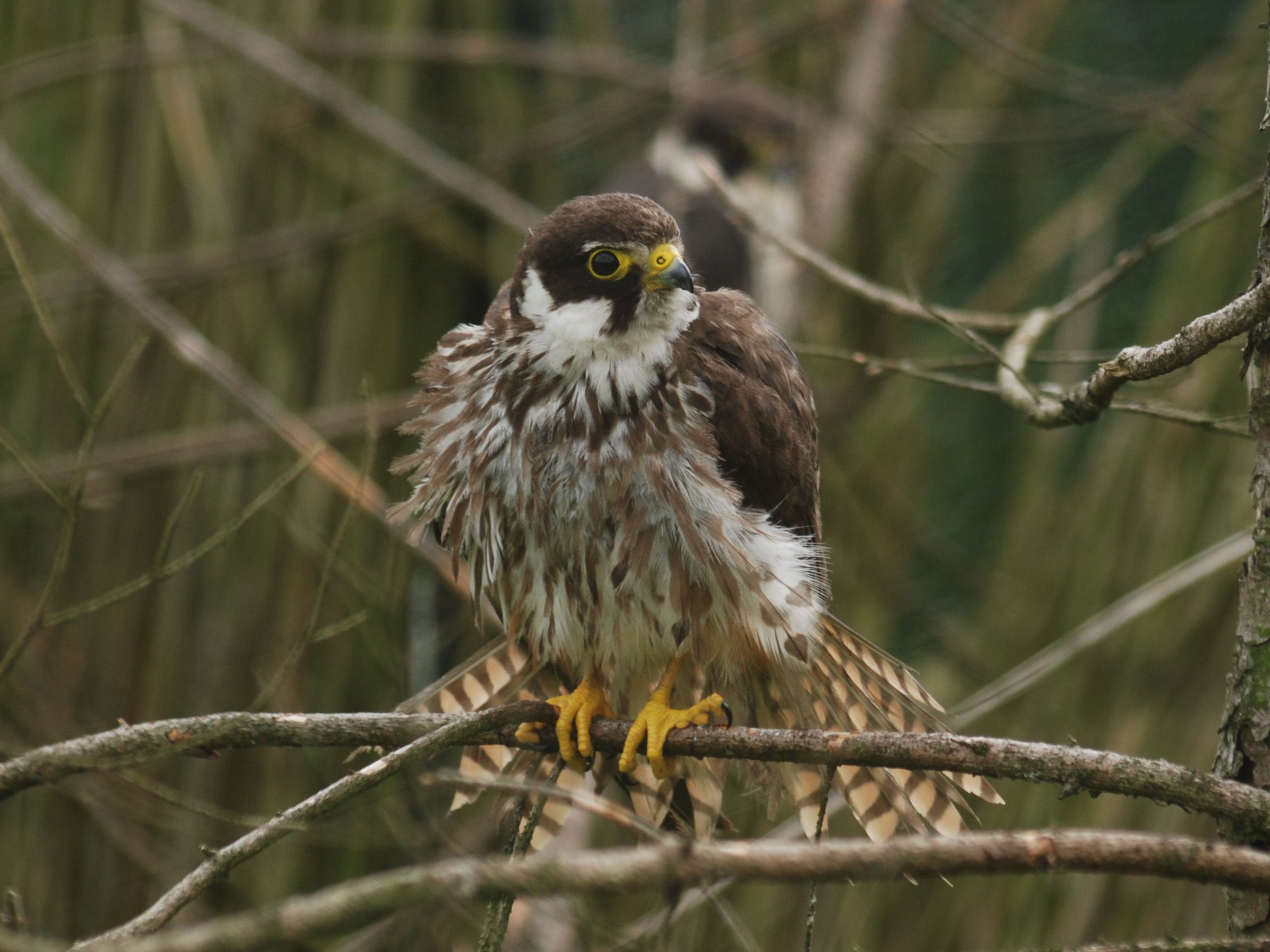
Baumfalke

Erhaltung von lichten Wäldern mit angrenzenden offenen Landschaften, von Altbäumen und Altholzinseln, von Überhältern, von Feldgehölzen oder Baumgruppen in Feldfluren oder entlang von Gewässern, von extensiv genutztem Grünland, von Gewässern mit strukturreichen Uferbereichen und Verlandungszonen, von Nistgelegenheiten wie Krähennester, des Nahrungsangebots, insbesondere mit Kleinvögeln und Großinsekten sowie störungsfreier oder zumindest störungsarmer Fortpflanzungsstätten während der Fortpflanzungszeit vom 15. April bis zum 15. September.

#### Drosselrohrsänger(Acrocephalus arundinaceus)
Erhaltung der wasserständigen Röhrichte mit angrenzenden offenen Wasserflächen, insbesondere Schilfröhrichte mit unterschiedlicher Altersstruktur und stabilen Halmen, Erhaltung von langen Röhricht -Wasser-Grenzlinien wie sie durch Buchten, Schilfinseln und offene Wassergräben sowie kleinere freie Wasserflächen innerhalb der Röhrichte zustande kommen, Erhaltung des Nahrungsangebots, insbesondere mit größeren Insekten sowie die Erhaltung störungsfreier oder zumindest störungsarmer Fortpflanzungsstätten während der Fortpflanzungszeit (1. Mai bis 31. August).

#### Eisvogel(Alcedo atthis)

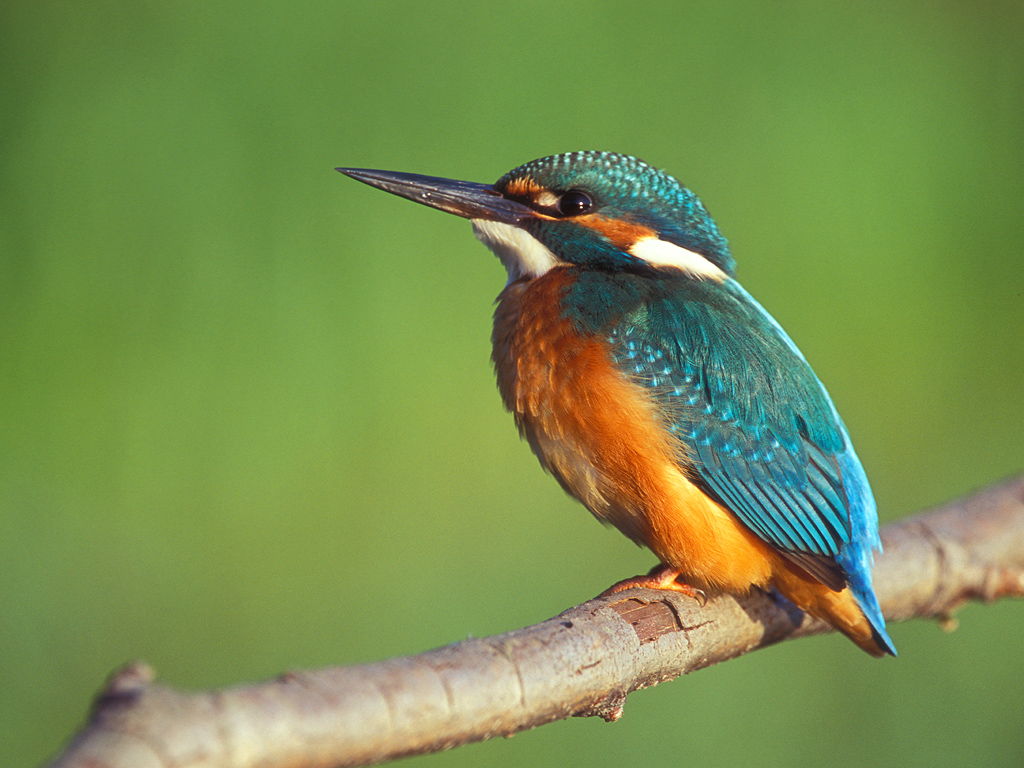
Eisvogel

Erhaltung der naturnahen Gewässer, Erhaltung von Steilwänden und Abbruchkanten aus grabbarem Substrat in Gewässernähe, von für die Brutröhrenanlage geeigneten Wurzeltellern umgestürzter Bäume in Gewässernähe, von Strukturen, die als Ansitz für die Jagd genutzt werden können wie starke Ufergehölze mit über das Gewässer hängenden Ästen, Erhaltung einer Wasserqualität, die gute Sichtbedingungen für den Beutefang gewährleistet, einer Gewässerdynamik, die die Neubildung von zur Nestanlage geeigneten Uferabbrüchen ermöglicht, Erhaltung des Nahrungsangebots mit Kleinfischarten und Jungfischaufkommen sowie Erhaltung störungsfreier oder zumindest störungsarmer Fortpflanzungsstätten während der Fortpflanzungszeit (15. Februar bis 15. September).

#### Grauspecht(Picus canus)
Erhaltung von reich strukturierten lichten Laub- und Laubmischwäldern mit Offenflächen zur Nahrungsaufnahme, von Auenwäldern, von extensiv bewirtschafteten Streuobstwiesen, Erhaltung der Magerrasen, mageren Mähwiesen oder Viehweiden, Erhaltung von Randstreifen, Rainen, Böschungen und gesäumten gestuften Waldrändern, von Altbäumen und Altholzinseln, von Totholz, insbesondere von stehendem Totholz, Erhaltung der Bäume mit Großhöhlen sowie des Nahrungsangebots.

#### Kiebitz(Vanellus vanellus)
Erhaltung von weiträumigen offenen Kulturlandschaften, von mageren Wiesen mit lückiger Vegetationsstruktur, von Grünlandbrachen, von Ackerland mit später Vegetationsentwicklung und angrenzendem Grünland, von zeitweise überschwemmten Senken und nassen Ackerbereichen, Erhaltung der extensiv genutzten Feuchtwiesenkomplexe, der Gewässer mit Flachufern sowie Erhaltung störungsfreier oder zumindest störungsarmer Fortpflanzungsstätten während der Fortpflanzungszeit (1. Februar bis 31. August).

#### Kolbenente(Netta rufina)

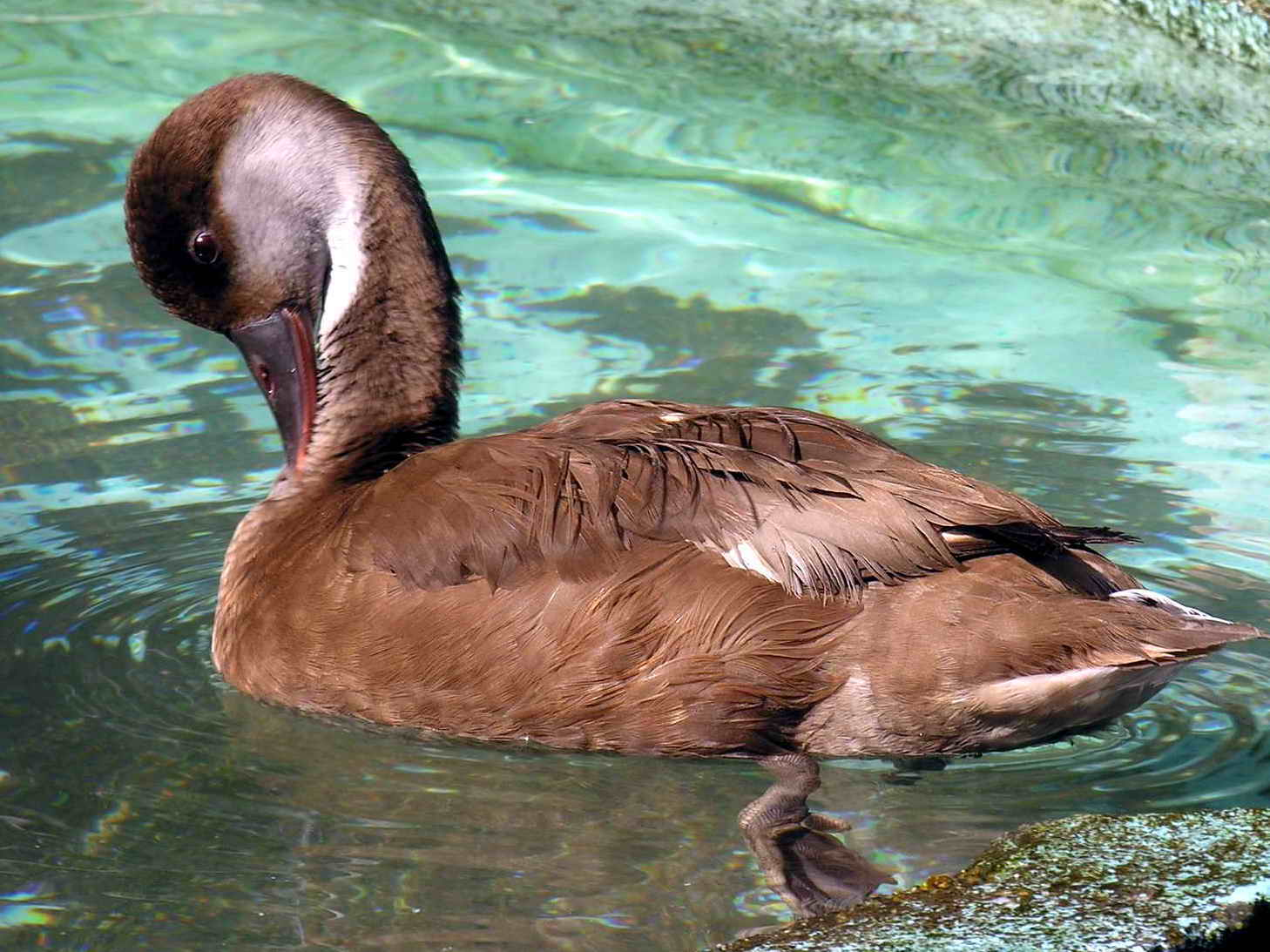
Kolbenente

Erhaltung der Flachwasserzonen mit Wasserpflanzenvorkommen, insbesondere Armleuchteralgen und Laichkrautgewächse, der Verlandungsbereiche mit Röhrichten, Seggenrieden, Erhaltung einer ausreichenden Wasserqualität für Wasserpflanzenvorkommen sowie die Erhaltung störungsfreier oder zumindest störungsarmer Fortpflanzungs- bzw. Mauserstätten während der Brut – und Aufzuchtszeit (15. April … 15. September) sowie der Mauser (1. Juni … 15. September).

#### Schwarzkehlchen(Saxicola rubicola)
Erhaltung von extensiv genutzten Wiesen- und Ackergebieten, von Weg- und Feldrainen, Saumstreifen, Böschungen, kleineren Feldgehölzen, unbefestigten Feldwegen, Rand- und Altgrasstreifen sowie von Brachflächen, von vereinzelten Büschen, Hochstauden, Steinhaufen und anderen als Jagd-, Sitz- und Singwarten geeigneten Strukturen, Erhaltung der Ried- und Streuwiesen sowie des Nahrungsangebots, insbesondere mit Insekten und Spinnen.

#### Schwarzmilan(Milvus migrans)
Erhaltung von vielfältig strukturierten Kulturlandschaften, von lichten Waldbeständen, insbesondere Auenwäldern, von Feldgehölzen, großen Einzelbäumen und Baumreihen in der offenen Landschaft, Grünland, Altholzinseln und alten, großkronigen Bäumen mit freier Anflugmöglichkeit, insbesondere in Waldrandnähe, Erhaltung der naturnahen Fließ- und Stillgewässer, Erhaltung der Bäume mit Horsten, der Lebensräume ohne Gefahrenquellen wie nicht vogelsichere Freileitungen und Windkraftanlagen sowie Erhaltung störungsfreier oder zumindest störungsarmer Fortpflanzungsstätten während der Fortpflanzungszeit vom 1. März bis zum 15. August.

#### Wachtel(Coturnix coturnix)

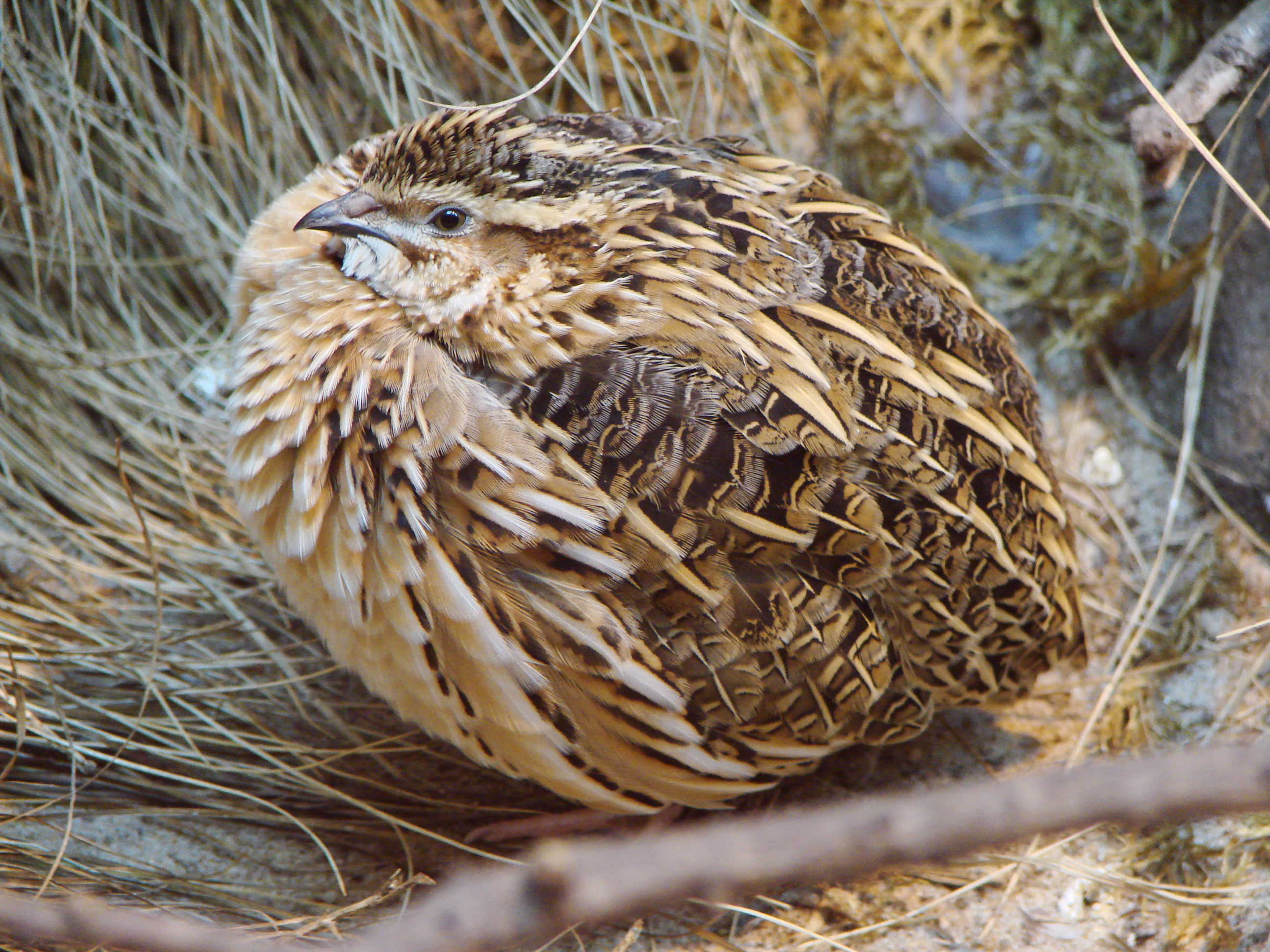
Wachtel

Erhaltung einer reich strukturierten Kulturlandschaft, Erhaltung von vielfältig genutztem Ackerland, extensiv genutztem Grünland, insbesondere von magerem Grünland mit lückiger Vegetationsstruktur und hohem Kräuteranteil, von Gelände-Kleinformen mit lichtem Pflanzenwuchs wie Zwickel, staunasse Kleinsenken, Dolinen-Einbrüche, quellige Flecken, Kleinmulden, Steinfelder, Magerrasen-Flecken und Steinriegel, von wildkrautreichen Ackerrandstreifen und kleineren Brachen, Gras-, Röhricht- und Staudensäumen sowie Erhaltung des Nahrungsangebots, insbesondere mit verschiedenen Sämereien und Insekten.

#### Wasserralle(Rallus aquaticus)
Erhaltung der Flachwasserzonen an stehenden Gewässern, der schilfbewachsenen Wassergräben, der deckungsreichen Verlandungsbereiche mit flach überfluteten Röhrichten, Großseggenrieden und Ufergebüschen, der Lebensräume ohne Gefahrenquellen wie Freileitungen sowie die Erhaltung störungsfreier oder zumindest störungsarmer Fortpflanzungsstätten während der Fortpflanzungszeit (15. März bis 15. September).

#### Wendehals(Jynx torquilla)
Erhaltung von aufgelockerten Laub-, Misch- und Kiefernwäldern auf trockenen Standorten sowie Auenwäldern mit Lichtungen oder am Rande von Offenland, Erhaltung von extensiv bewirtschafteten Streuobstbeständen, Magerrasen, Heiden und Steinriegel-Hecken-Gebieten, von mageren Mähwiesen oder Viehweiden sowie Feldgehölzen, Erhaltung von zeitlich differenzierten Nutzungen im Grünland, von Altbäumen und Altholzinseln, von Bäumen mit Höhlen, Erhaltung von Randstreifen, Rainen, Böschungen und gesäumten gestuften Waldrändern sowie Erhaltung des Nahrungsangebots, insbesondere mit Wiesenameisen.

#### Zwergtaucher(Tachybaptus ruficollis)
Erhaltung der zumindest stellenweise deckungsreichen Stillgewässer wie Altarme, der langsam fließenden Flüsse und Bäche, der Verlandungszonen mit Röhrichten wie Schilf-, Rohrkolben-, Wasserschwaden- oder Rohrglanzgrasbestände, Erhaltung einer Wasserqualität, die gute Sichtbedingungen für den Beutefang gewährleistet sowie Erhaltung störungsfreier oder zumindest störungsarmer Fortpflanzungsstätten während der Fortpflanzungszeit vom 15. Februar bis zum 15. September.

### Artengruppen oder Arten rastender, mausernder und überwinternder Vögel

#### Entenvögel(Anatidae) undLappentaucher(Podicipedidae)

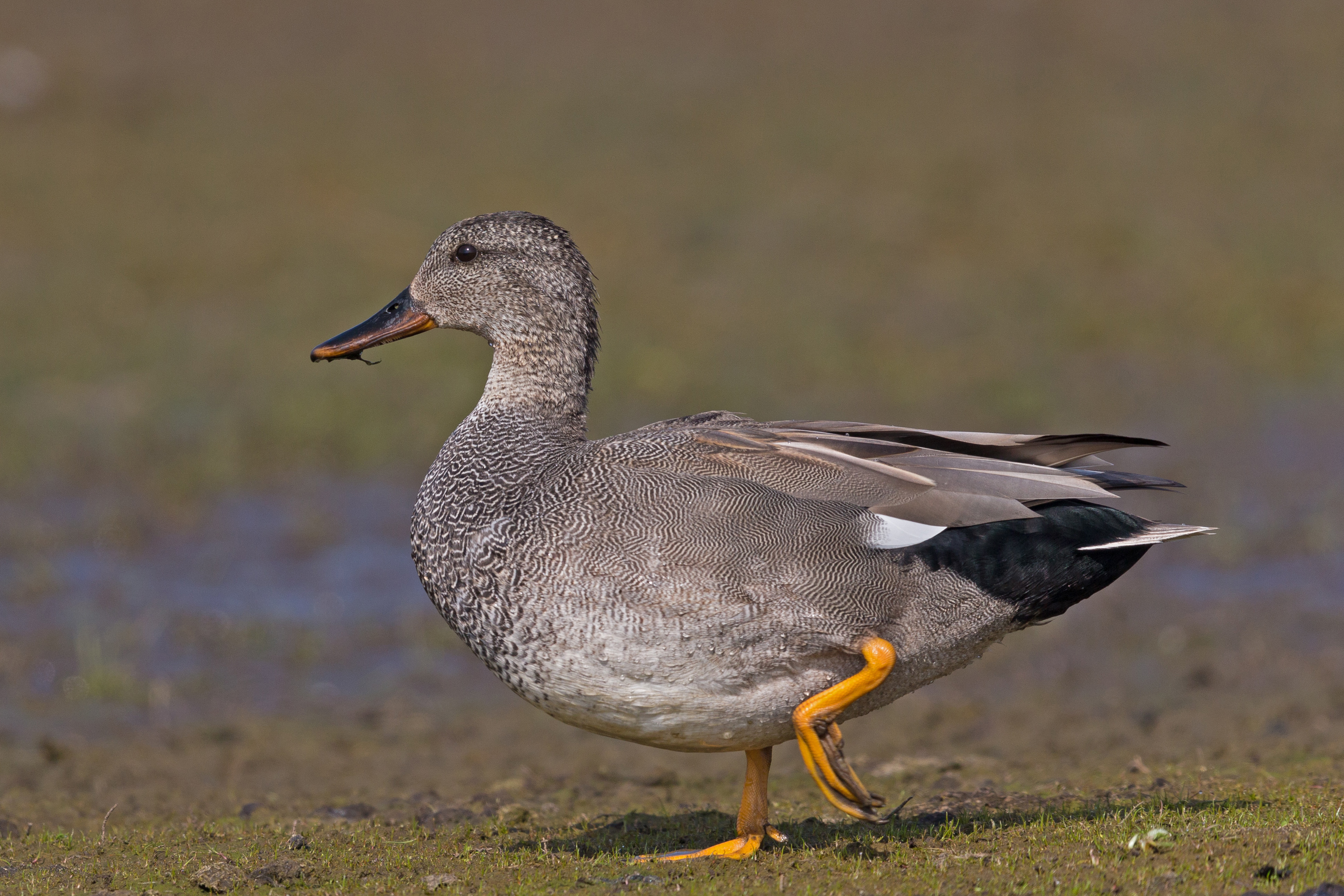
Schnatterente

Für Krickente, Reiherente, Schellente, Schnatterente, Singschwan, Tafelente, Haubentaucher und Schwarzhalstaucher zählt die Erhaltung der natürlichen und naturnahen Feuchtgebiete wie Flussniederungen und Auenlandschaften, der besiedelten Gewässer wie Altarme und Fließgewässer, der Flachwasserzonen an stehenden und schwach fließenden Gewässern mit einer reichen Unterwasser- und Ufervegetation, der deckungsreichen Verlandungszonen mit Röhrichten unterschiedlicher Altersstruktur und Großseggenrieden, der Übergangszonen zwischen Röhrichten oder Großseggenrieden zu flach überschwemmten Bereichen, der Lebensräume ohne Gefahrenquellen wie Freileitungen, Erhaltung von Schlick- und Schlammflächen insbesondere für Krickenten, Erhaltung einer Wasserqualität, die gute Sichtbedingungen für den Beutefang insbesondere von Tauchern und Tauchenten gewährleistet, Erhaltung des Nahrungsangebots mit Kleinfischarten und Jungfischaufkommen, Amphibien, Wasserpflanzen und Pflanzensämereien, Insekten, Mollusken, kleinen Krebstieren und Würmern sowie die Erhaltung störungsfreier oder zumindest störungsarmer Rast-, Mauser-, Überwinterungs- und Nahrungsgebiete.

#### Watvögel(Charadriiformes)
Für Alpenstrandläufer, Großen Brachvogel und Zwergstrandläufer gilt die Erhaltung der natürlichen oder naturnahen Feuchtgebiete wie Flussniederungen und Auenlandschaften, der Flachwasserzonen an stehenden und schwach fließenden Gewässern sowie der Überschwemmungsflächen, der naturnahen Dynamik an größeren Fließ- und Stillgewässern, die zur Ausbildung von Kies-, Sand- und Schlammbänken bzw. -inseln führt, Erhaltung von vegetationsfreien oder spärlich bewachsenen Flachuferbereichen wie Schlamm-, Schlick-, Sand- und Kiesbänke, von Flutmulden und zeitweise überschwemmten Senken, von ausgedehntem Feuchtgrünland mit hohem Grundwasserstand, Erhaltung des Nahrungsangebots, insbesondere mit Insekten, Spinnen, kleinen Krebsen, Schnecken, Würmern, kleineren Fischen und andere Wirbeltieren sowie Sämereien sowie Erhaltung störungsfreier oder zumindest störungsarmer Rast-, Mauser-, Überwinterungs- und Nahrungsgebiete.

#### Kormoran(Phalacrocorax carbo)
Erhaltung der fischreichen Gewässer, Erhaltung einer Wasserqualität, die gute Sichtbedingungen für den Beutefang gewährleistet sowie Erhaltung störungsfreier oder zumindest störungsarmer Rast- und Schlafplätze sowie Überwinterungs- und Nahrungsgebiete.

#### Nördlicher Raubwürger(Lanius excubitor)

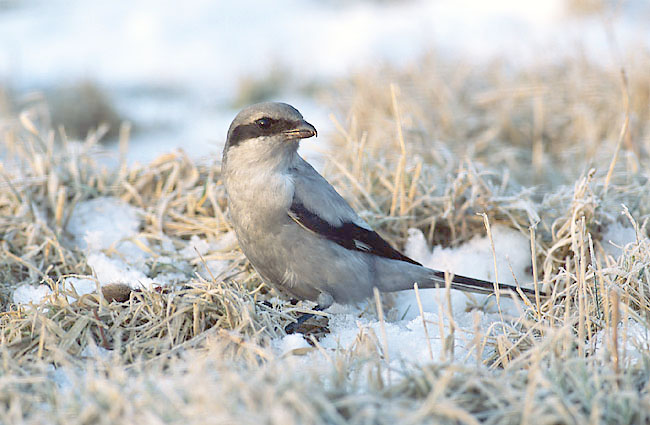
Nördlicher Raubwürger

Erhaltung von Landschaften mit Feldgehölzen, von Ödland- und Bracheflächen sowie Saumstreifen, Erhaltung der Riede mit Büschen und Bruchwaldinseln, der quelligen Stellen und sumpfigen Senken, Erhaltung des Nahrungsangebots, insbesondere mit Kleinsäugern und Kleinvögeln sowie Erhaltung störungsfreier oder zumindest störungsarmer Überwinterungsgebiete.

#### Silberreiher(Ardea alba)
Erhaltung der natürlichen und naturnahen Feuchtgebiete wie Flussniederungen und Auenlandschaften, der Flachwasserzonen an stehenden und schwach fließenden Gewässern sowie der Überschwemmungsflächen, der Röhrichte, Großseggenriede und Schilfbestände mit offenen Gewässerbereichen, der Lebensräume ohne Gefahrenquellen wie nicht vogelsichere Freileitungen, ungesicherte Schornsteine und Windkraftanlagen, Erhaltung von langen Röhricht -Wasser-Grenzlinien wie sie durch Buchten, Schilfinseln und offene Wassergräben sowie kleinere freie Wasserflächen innerhalb der Röhrichte zustande kommen, von großflächigen Offenlandkomplexen aus Grünland mit hohen Grundwasserständen, Erhaltung einer Wasserqualität, die gute Sichtbedingungen für den Beutefang gewährleistet, Erhaltung des Nahrungsangebots, insbesondere mit Fischen, Amphibien, Kleinsäugern, Großinsekten, Reptilien und Regenwürmern sowie Erhaltung störungsfreier oder zumindest störungsarmer Rast- und Schlafplätze sowie Überwinterungs- und Nahrungsgebiete.

#### Trauerseeschwalbe(Chlidonias niger)
Erhaltung der Stillgewässer mit Flachwasserzonen, Erhaltung einer Wasserqualität, die gute Sichtbedingungen für den Beutefang gewährleistet, Erhaltung des Nahrungsangebots, insbesondere mit kleinen Fischen, Insekten und kleineren Krebstieren sowie Erhaltung störungsfreier oder zumindest störungsarmer Rast- und Schlafplätze sowie Nahrungsgebiete.

## Partnerschutzgebiete
Das Vogelschutzgebiet Eriskircher Ried grenzt an/überlagert das Naturschutzgebiet Eriskircher Ried (NSG-Nr. 4.020), das Landschaftsschutzgebiet Württembergisches Bodenseeufer (LSG-Nr. 4.35.001) sowie die FFH-Gebiete Rotachtal Bodensee (8212-342), Schussenbecken und Schmalegger Tobel (8323-341) und Bodenseeuferlandschaft östlich Friedrichshafen (8423-341).

## Naturschutzzentrum

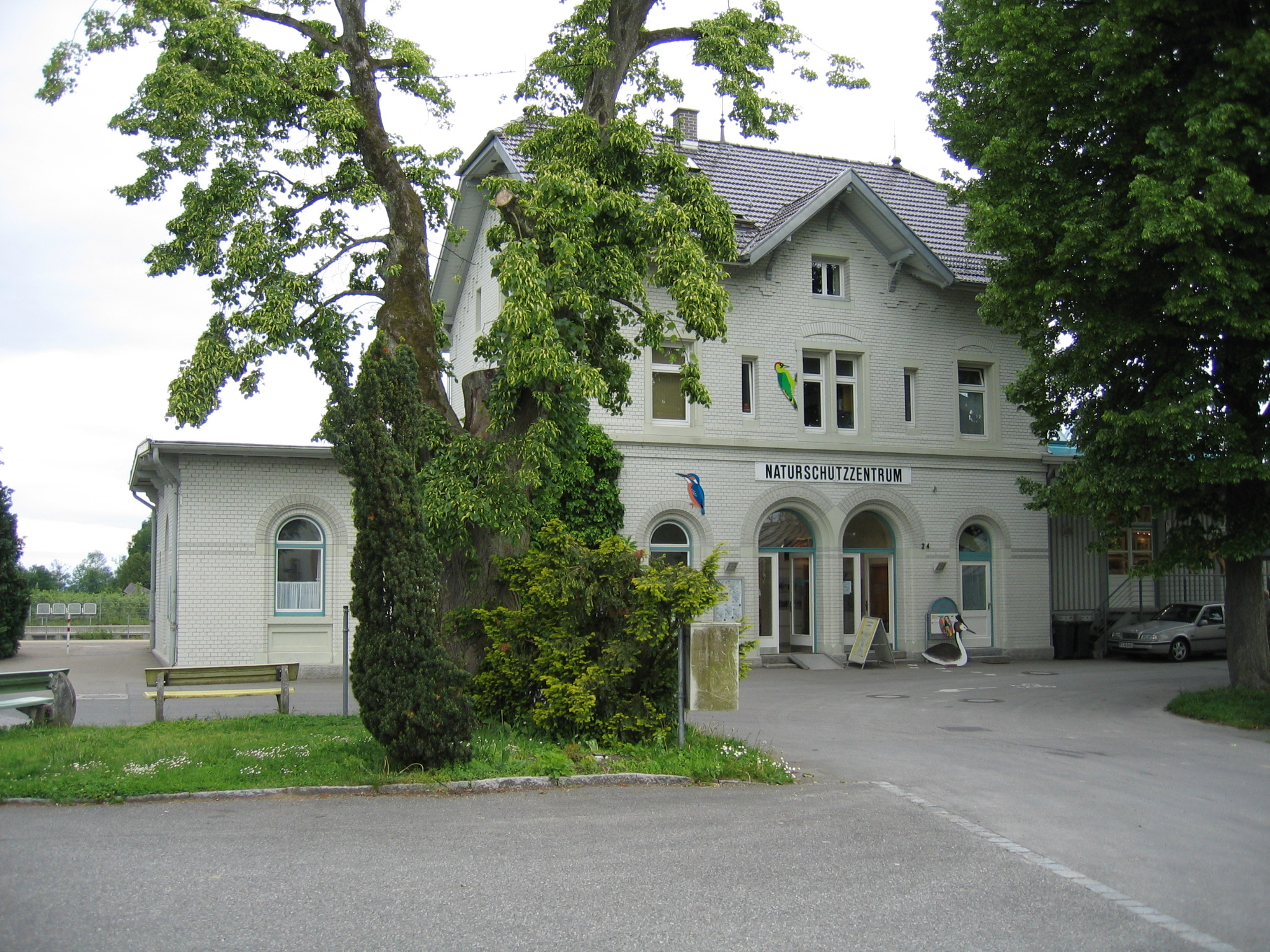
Naturschutzzentrum

1992 wurde in Zusammenarbeit mit dem Land Baden-Württemberg, dem Bodenseekreis und der Gemeinde Eriskirch die Stiftung Naturschutzzentrum Eriskirch ins Leben gerufen. Im ehemaligen Bahnhofsgebäude bekommt der Besucher faszinierende Einblicke in die Naturlandschaft Bodensee und die Schönheit des Naturschutzgebietes „Eriskircher Ried“. Neben verschiedenen Ausstellungen veranstaltet das Naturschutzzentrum auch regelmäßig Führungen unter fachkundiger Leitung, Vorträge und Seminare.

## Bodenseepfad
Ab der Rotachmündung führt die bereits 1997 ausgeschilderte Strecke des Bodenseepfads von Friedrichshafen stadtauswärts, uferparallel nach Eriskirch. Zwei Aussichtsplattformen und dreizehn Stationen mit Info-Tafeln vermitteln die Zusammenhänge des Eriskircher Rieds und geben Erklärungen zu den verschiedenen Themen wie „Tiere“, „Pflanzen“, „Auwald“ und „Uferzone“.